# Carinella annulata
Carinella annulata är en djurart som tillhör fylumet slemmaskar, och. Carinella annulata ingår i släktet Carinella, fylumet slemmaskar och riket djur. Inga underarter finns listade i Catalogue of Life.